# 神崎武法
神崎 武法（かんざき たけのり、1943年〈昭和18年〉7月15日 - ）は、日本の政治家、弁護士、検察官。
衆議院議員（9期）、公明党政策審議会長、公明党国会対策委員長、郵政大臣（第58代）、新進党総務会長、新党平和代表、公明党代表（初代）、公明党常任顧問などを歴任した。

## 来歴

### 政界入り
中華民国河北省天津市生まれ。千葉県立千葉高等学校、東京大学法学部卒業。司法修習第20期を経て、1968年に検察官に任官。横浜地検、福岡地検、東京地検、那覇地検において検察官（検事）や外務省領事移住部に出向、内閣審議官などを歴任する。検事在任中にはよど号ハイジャック事件や北海道庁爆破事件の捜査も担当した。
1981年、公明党から次期衆議院議員総選挙への出馬を打診される。当初は懸念もあったが、最高検次長検事伊藤栄樹から「おう、面白いじゃないか」と背中を押されたことから政界転身を決意。法務省刑事局付参事官室に勤務したのを最後に、1982年に退官する。
1983年、第37回衆議院議員総選挙に公明党公認で旧福岡1区から出馬し、初当選を果たす。1986年には、公明党委員長矢野絢也の下、党副書記長、党国際局長に就任。1990年には党政策審議会長、国会対策委員長に相次ぎ就任した。

### 野党時代
1993年、公明党を含む非自民8党派が参加した細川内閣で郵政大臣に任命され、初入閣を果たした。1994年、内閣総理大臣細川護煕の辞任により細川内閣が総辞職したため、自らも郵政大臣を退任。羽田内閣で入閣した森本晃司に代わり、党国会対策委員長に就任した。公明党解党により、公明新党を経て、1994年末の新進党結党に参加する。
1996年、新進党党首小沢一郎の下、新進党総務会長に就任した。1997年末、小沢が突如新進党の解党を宣言すると、旧公明党所属の衆議院議員及び一部の参議院議員らで新党平和を結成し、代表に就任。1998年11月、新党平和と公明 の合流により公明党が再結成され、公明党代表に就任する。

### 与党時代
1999年、内閣総理大臣小渕恵三から連立政権への参加要請を受け、「政権の中で、公明党らしい政策を実現する」との意気込みでこれを受諾。同年10月、小渕再改造内閣が発足し、公明党枠では続訓弘が総務庁長官に就任した。
2000年、小渕の急逝により森喜朗が後継の内閣総理大臣に就任。また自由党が連立から離脱し、連立に残留した保守党を加えた自公保連立政権の第1次森内閣が発足した。
その後、森内閣の支持率低迷が続くと、「森降ろし」に動き始める。2001年の第19回参議院議員通常選挙を控えて自民党とも危機感を共有していたにもかかわらず、自民党内からは動きが見られなかったため、自らが表に出て「森降ろし」の流れを作ることを決意した。えひめ丸事故をめぐる森の危機管理対応を批判し、記者懇談会でも森を連日批判するなど、「森さんが辞めなければこっちが辞めるしかない」との覚悟で「森降ろし」の流れを加速させていく。これに自民党内からも呼応する動きが出始め、森内閣は2001年3月の予算成立後に退陣するに至った。
2003年12月、自衛隊イラク派遣を前にしてイラク南東部のサマーワを電撃訪問し、現地の治安状況を視察する。安全を判断できたことから、帰国後に内閣総理大臣小泉純一郎や公明党内、支持団体の創価学会に報告した上で、公明党代表として自衛隊の派遣を容認した。
2004年5月、国民年金保険料の未加入期間があると報じられた菅直人を強く批判し、菅の民主党代表辞任を主張した。のちに自らにも未納が発覚した際には党代表を辞任しなかったが、同年7月の第20回参議院議員通常選挙で公明党が議席増を果たしたため責任問題には発展せず、10月の党全国大会で党代表4選を果たした。
2005年の第44回衆議院議員総選挙では、比例九州ブロック単独1位で出馬し、当選。翌2006年、太田昭宏の公明党代表就任に伴い、党常任顧問に就任する。2009年の第45回衆議院議員総選挙でも与党に猛烈な逆風が吹き荒れる中、比例九州ブロックで9回目の当選を果たした。
2010年3月、2002年頃から患っていた腎不全が悪化したため病気療養に専念するとして、任期満了前に議員辞職することを発表する。4月1日に衆議院議長横路孝弘に議員辞職願を提出し、4月6日の衆議院本会議で辞職が許可された。なお、政界引退後も2021年まで公明党常任顧問の職に留まっていた。

## 人物
- 座右の銘は「男子須らく巌頭に悍馬を立たしめよ」。
- 身長171cm、体重85kg。
- 趣味は将棋（5段）、読書、旅行（ドライブ）、映画鑑賞、音楽鑑賞、韓流ドラマ鑑賞、アイロンがけ。
- 好物はスイカ。
- 好きな色はスカイブルー。
- 愛読書は池波正太郎『鬼平犯科帳』、勝海舟『氷川清話』。
- 好きなタレントは渥美清、栗原小巻、田中好子など。
- カラオケの十八番は「花と竜」（村田英雄）。
- 高校時代には演劇部に所属した。千葉高校演劇部の出身者には市原悦子、宇津井健らがいる。千葉高校の後輩には志位和夫（日本共産党委員長）もいる。
- 元フジテレビプロデューサーの横澤彪は高校・大学の先輩である。
- 司法修習の同期に高村正彦（元自由民主党副総裁）、井上哲夫、横路孝弘（衆議院議長経験者）、江田五月（参議院議長経験者）、松尾邦弘らがいる。
- 郵政大臣時代の1993年10月8日の参議院予算委員会で、下稲葉耕吉の質疑に対し、創価学会の会員であることを認めた[12]。
- 何事にもこまめに取り組む性格で知られ、新進党時代の小沢一郎による神崎評は「メモばかり取る男」。
- 1998年に公明党代表に就任して以降、公明党の連立政権への参加を主導し、以後10年間にわたる自公連立の中心的、象徴的な存在であった[13]。
- 自公連立発足時の自民党幹事長でのちに首相となる森喜朗は、神崎について「一度言ったら聞かない人でしょう」と述べている[14]。
- 「そうはいかんざき」の政党コマーシャル[15][16]で有名になったように、駄洒落好きでもある。また、松竹映画『男はつらいよ』シリーズの大ファンである。
- 2010年9月29日、中華人民共和国建国61周年を祝うレセプションに出席した[17]。

## 政策・政治活動
- 「男女共同参画社会の実現が強く求められている。女性の社会進出が増大するにつれ、結婚後も独身時代と同じ姓でありたいとする女性の意思は尊重されるべき」として、選択的夫婦別姓制度導入に賛同する[18]。

## 著書
- 人権国家への道 21世紀の日本（公明党機関紙委員会、2000年） ISBN 4-87584-101-9

## 脚註